# Myrmica onoyamai
Myrmica onoyamai (лат.) — вид мелких муравьёв рода Myrmica из подсемейства мирмицины.

## Распространение
Восточная Азия: Япония, Хоккайдо.

## Описание
Мелкие желтовато-коричневые муравьи длиной около 5 мм (самцы темнее). От близких видов отличаются относительно менее узкими лбом у рабочих и более короткими волоскам на голове у самцов; кроме того, у самцов гладкие и блестящие проплевры. Усики самок и рабочих 12-члениковые (у самцов 13-члениковые). Голова субовальная, клипеус спереди округлый, ровный; лобные валики сильно изогнуты и приподняты над узким лбом. Нижнечелюстные щупики 6-члениковые, нижнегубные щупики состоят из 4 сегментов. Скапус усика резко изогнут у основания и несёт небольшую вертикальную лопасть у изгиба. Мандибулы на жевательном крае с 4—6 зубцами. Заднегрудь с длинными проподеальными шипиками. Петиоль с округлённой верхней частью узелка. Вершины голеней средних и задних ног с одной крупной гребенчатой шпорой. Скапус самцов сравнительно короткий. Стебелёк между грудкой и брюшком у всех каст состоит из двух члеников: петиолюса и постпетиолюса (последний чётко отделён от брюшка). Голова и грудь с грубой морщинистой скульптурой. Брюшко гладкое и блестящее. Тело покрыто многочисленными отстоящими волосками. Жало развито, куколки голые (без кокона). Муравейники располагаются под камнями в песчаной почве.

## Систематика и этимология
Близок к Myrmica koreana, M. schencki, и другим видам группы Myrmica schencki (M. caucasicola, M. obscura, M. deplanata, M. inucta, M. obscura, M. pelops, M. ravasinii, M. siciliana, M. sinoschencki), отличаясь более широким лбом; у самцов более короткие волоски головы. Вид был впервые описан в 2006 году английским и украинским мирмекологами. Видовое название дано в честь японского мирмеколога профессора К. Оноямы (Keiichi Onoyama, Obihiro University, Япония).